# مصدات الرياح

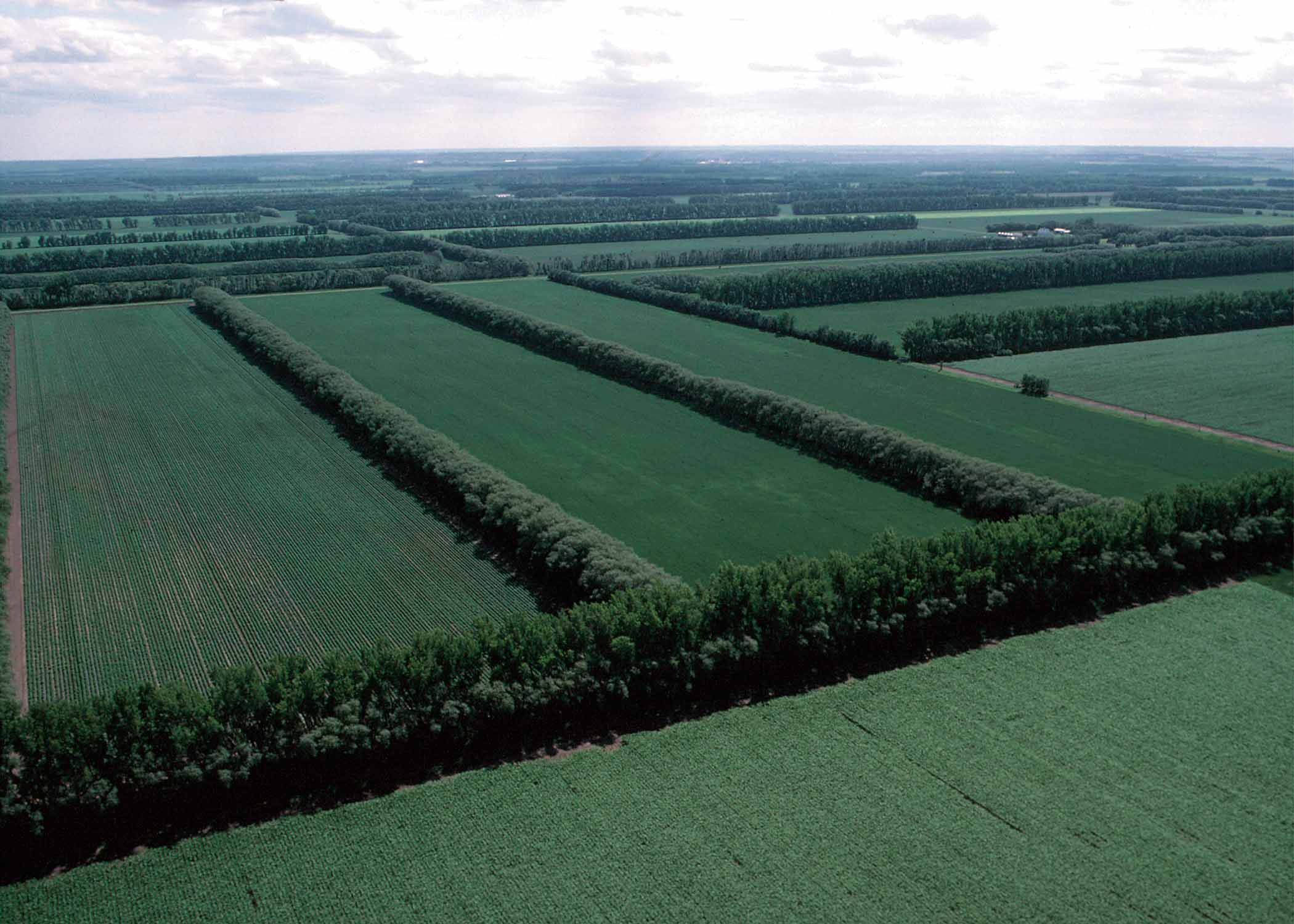
عرض جوي مصدات الرياح حقلية في ولاية داكوتا الشمالية

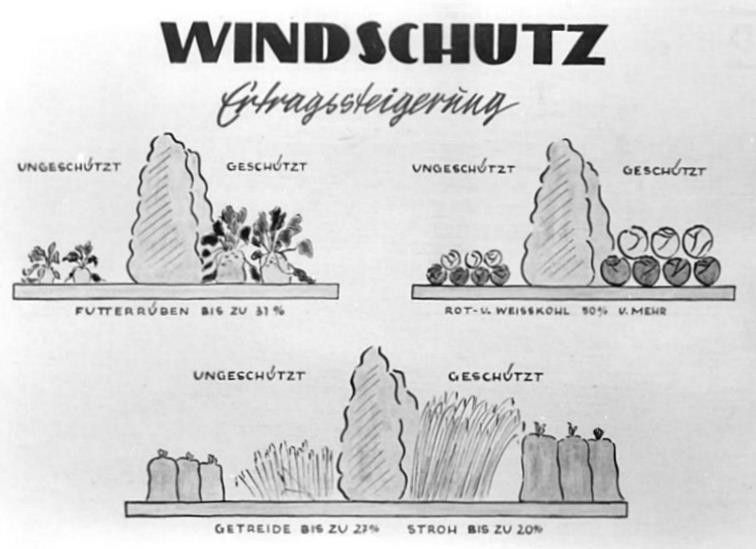
ملصق ترويجي لمصداتالرياح من ألمانيا الشرقية، 1952

مصدات الرياح  هم حاجز يتألف من أشجار وشجيرات لتقليل الآثار الضارة الناتجة عن قوة الرياح .
مصدات الرياح تنقسم إلى فئتين :
- مصدات رياح رئيسية وهي عمودية على اتجاه الرياح.
- مصدات رياح ثانوية وهي عمودية على اتجاه تلك الرئيسية.

## وصلات خارجية
- مصدات الرياح - المهندس الحراجي فاروق الأحمد